# جان بورغين
جان بورغين (بالفرنسية: Jean Bourgain)‏ هو عالم رياضيات بلجيكي. اشتهر بعمله على نظرية الأعداد التحليلية حائز على جائزة وسام فيلدز وجائزة أوستروفسكي.

## وصلات خارجية
- الموقع الرسمي لجائزة وسام فيلدز